# Сульбутиамин
Сульбутиамин — синтетическое производное тиамина (витамин B1). Как димер двух модифицированных молекул тиамина, сульбутиамин является липофильным веществом, которое проникает через гемато-энцефалический барьер лучше, чем тиамин и увеличивает уровни тиамина и его эфира тиамин-фосфата в головном мозге.
Сульбутиамин был открыт в Японии в попытке разработать более практичное производное тиамина, так как увеличение липофильности тиамина предположительно должно было улучшить его фармакокинетические свойства (за счёт лучшего проникновения через ГЭБ в головной мозг).
Несмотря на то, что клиническая эффективность сульбутиамина находится под вопросом, он на настоящий момент является единственным препаратом, применяющимся для лечения астении, который действует селективно на мозговые зоны, непосредственно отвечающие за течение болезни. В дополнение к использованию в качестве средства против хронической усталости, сульбутиамин также, возможно, способен улучшать память и корректировать эректильные расстройства. При применении в терапевтических дозах препарат редко вызывает сильные побочные эффекты, хотя и может повлиять на течение биполярного аффективного расстройства.
Лекарственный препарат разрешён для продажи без рецепта.

## История

Тиамин

История создания сульбутиамина непосредственно связана с изучением тиамина в Японии. Недостаток тиамина в нервной системе вызывает заболевание, известное как бери-бери. До двадцатого века данное заболевание превалировало в Японии и других азиатских странах благодаря широкой зависимости населения от белого риса, как основного вида пищи. Связь бери-бери с диетой была впервые замечена военным хирургом Такаки Канехиро. Дополнительные исследования привели к открытию тиамина, который был изолирован в 1926 и синтезирован в 1936. Создание Комитета по Изучению Витамина B в Японии привело к дополнительным научным исследованиям свойств тиамина и его производных.
Первое липофильное производное тиамина называлось аллитиамин, оно было получено из чеснока (Allium sativum) в 1951.
После открытия аллитиамина были синтезированы несколько дополнительных производных, в надежде, что они будут обладать лучшими фармакокинетическими свойствами, чем тиамин. Благодаря наличию позитивно заряженного компонента молекула тиамина не может диффундировать через плазматические мембраны. Таким образом, он должен быть транспортирован высокоафинным носителем и благодаря этому скорость переноса тиамина низка. Сульбутиамин обладает гораздо большей оральной биодоступностью благодаря своей способности хорошо растворяться в жирах. Не ясно точно, когда сульбутиамин был синтезирован впервые, но наиболее ранние ссылки на данное вещество датируются 1973.

## Терапевтическое применение

### При астении
Сульбутиамин применяется для лечения астении. Астения — это заболевание, характеризующееся хронической усталостью, слабостью, имеющей скорее церебральную (мозговую) природу, нежели нейромышечную. Несколько исследований показали, что сульбутиамин эффективно облегчает симптомы астении. В исследовании 1772 пациентов с инфекционными болезнями и астеническими симптомами сульбутиамин применяли вместе с показанными анти-инфекционными медикаментами в течение 15 дней. 916 пациентов были диагностированы, как полностью избавившиеся от всех астенических симптомов. Другое исследование показало, что сульбутиамин oказался эффективен для облегчения астенических симптомов у пациентов с черепно-мозговыми травмами легкой и средней тяжести. Тем не менее клиническая эффективность сульбутиамина все ещё не доказана полностью. В исследовании пациентов, страдающих хронической усталостью после перенесенных инфекционных заболеваний, сульбутиамин не продемонстрировал убедительного эффекта в сравнении с плацебо, что дает основания для сомнений в клинической эффективности сульбутиамина. Однако авторы данного исследования предполагают, что необходимы дополнительные исследования для более глубокой оценки потенциальной эффективности сульбутиамина при лечении хронической слабости.

### Влияние на память
Несколько исследований показали, что сульбутиамин улучшает память посредством усиления холинергической, дофаминэргической и глутаматергической передач. Мыши с введенным сульбутиамином показывают лучшие результаты в тестах, использующих оперантное обуславливание и распознавание образов. Сульбутиамин также эффективен для уменьшения амнезических эффектов дизоцильпина dizocilpine и улучшает память у страдающих шизофренией. Не так давно сульбутиамин показал эффективность в улучшении повседневной активности у пациентов, страдающих от ранних и средних стадий болезни Альцгеймера, если сульбутиамин применялся совместно с ингибитором ацетилхолинэстеразы. В рандомизированном двойном слепом исследовании больных болезнью Альцгеймера комбинация сульбутиамина и донепезила улучшали эпизодическую память и исполнение повседневных занятий лучше, чем комбинация донепезила и плацебо.

### При эректильных дисфункциях
В соответствии с одним недавно проведенным исследованием сульбутиамин эффективен для лечения эректильных дисфункций. 20 пациентов, страдающих психогенным нарушением эрекции, принимали сульбутиамин в течение 30 дней. После окончания лечения эректильная функция улучшилась у 16 испытуемых.

## Доступность
Сульбутиамин доступен в нескольких формах. Энерион поставляется в виде таблеток, содержащих 200 мг сульбутиамина, нелицензированный сульбутиамин поставляется в форме таблеток, порошка и капсул. Разумной терапевтической дозой считается доза, равная 12,5 мг сульбутиамина на кг веса пациента, что соответствует 850 мг для пациента, весящего 68 кг. Однако необходимо заметить, что рекомендованные дозы варьируются в зависимости от производителя. К примеру, производитель Arcalion’a рекомендует принимать не более, чем 600 мг сульбутиамина в день.

## Нежелательные эффекты
Сульбутиамин редко вызывает нежелательные побочные эффекты, если употребляется в терапевтических дозах. В соответствии с заявлением производителя препарата, может возникать небольшая кожная аллергия. Небольшое поведенческое возбуждение было также замечено у пожилых пациентов. Существует только один отчет, в котором сообщается об осложнениях, возникших от хронической передозировки сульбутиамином. Пациент, страдающий биполярным расстройством, принимал сульбутиамин, так как жаловался на упадок сил. Он решил, что лекарство ему помогает и увеличил ежедневную дозу до 2 г, что было гораздо больше предписанной дозировки. Впоследствии он прекратил применять другие предписанные ему медикаменты, так как настаивал, что сульбутиамин был единственным веществом, помогающим ему. Авторы отчета заключили в итоге, что сульбутиамин может влиять на течение биполярного расстройства. Эффекты хронической передозировки сульбутиамином, таким образом, видимо, схожи с передозировкой витаминами группы B. К примеру, существует только один опубликованный отчет о пациенте, испытывавшем нежелательные побочные эффекты от хронической передозировки пиридоксином (витамин B6), у данного пациента развилась острая сенсорная и средняя моторная нейропатия из-за длительного злоупотребления медикаментом.